# Quercus monnula
Quercus monnula là một loài thực vật có hoa trong họ Cử. Loài này được Y.C.Hsu & H.Wei Jen miêu tả khoa học đầu tiên năm 1979.